# デーモレオーン
デーモレオーン（古希: Δημολέων, Dēmoleōn）は、ギリシア神話の人物である。長音を省略してデモレオンとも表記される。主に、
- プリクソスの子
- ケンタウロスの1人
- アンテーノールの子

が知られている。以下に説明する。

## プリクソスの子
このデーモレオーンは、プリクソスとカルキオペーの子で、プロニオス、アウトリュコス、プロギオスと兄弟。一般的にプリクソスの子は、アルゴス、メラース、プロンティス、キュティッソーロス。

## ケンタウロスの1人
このデーモレオーンは、ラピテース族の王ペイリトオスとヒッポダメイアの結婚式に出席したケンタウロスの1人。オウィディウスの『変身物語』によると、ラピテース族とケンタウロスとの間に激しい戦いが起きたとき、デーモレオーンはアテーナイ王テーセウスが同族を次々と討ち取っていくのを見て、テーセウスを殺さんとして松の古木を折り、テーセウス目掛けて投げつけた。テーセウスは後方に跳びのいてこの攻撃を躱したが、プティーアー王ペーレウスの楯持ちをしていたクラントールに当たってこれを殺した。そのためペーレウスが仇を取るべく槍を投げると、槍はデーモレオーンの肋骨を突き破って肺に達した。デーモレオーンは槍を抜き取ったが、穂先が抜けて肺に留まった。デーモレオーンは前脚を振り上げてペーレウスを踏み殺そうとしたが、ペーレウスは兜と楯で蹄を受け止めて、止めを刺した。

## アンテーノールの子
このデーモレオーンは、トロイアーの老臣アンテーノールとテアーノーの子供の1人で、アルケロコス、アカマース、グラウコス、ヘリカーオーン、ラーオドコス、コオーン、ポリュボス、アゲーノール、イーピダマース、ラーオダマース、エウリュマコスと兄弟。トロイア戦争で戦ったが、戦争に復帰したアキレウスに討たれた。
アキレウスはイーピティオーンに続いてデーモレオーンを討たんとした。デーモレオーンは頭を狙ったアキレウスの槍の攻撃を受け、兜ごと頭を刺し貫かれて死んだ。アキレウスはさらにヒッポダマース、トローイアの王子ポリュドーロスを討った。

## その他の人物
- ラコーニア人ヒッパソスの子。トロイア戦争でパリスに討たれた[6]。